# Len Lesser
Leonard „Len“ King Lesser (* 3. Dezember 1922 in New York City, New York; † 16. Februar 2011 in Burbank, Kalifornien) war ein US-amerikanischer Schauspieler, der insbesondere durch seine Rolle als Onkel Leo in der Fernsehserie Seinfeld bekannt wurde.

## Biografie
Len Lesser leistete seinen Militärdienst während des Zweiten Weltkrieges in der US Army und begann seine schauspielerische Laufbahn 1949.
Er spielte im Laufe seiner Karriere annähernd 170 Rollen in Filmen und Fernsehserien, wobei er zumeist in Nebenrollen auftrat. Lesser spielte in nahezu allen bekannten US-Fernsehserien Rollen in einzelnen Folgen wie zum Beispiel in Gauner gegen Gauner (1965), Verrückter wilder Westen (1965), Mein Onkel vom Mars (1965 bis 1966), Mini-Max (1965 bis 1967), The Munsters (1966), Laredo (1966), FBI (1966), Immer wenn er Pillen nahm (1967), Bill Cosby (1969), Bonanza (1970 bis 1972), Der Chef (1971), Kojak – Einsatz in Manhattan (1974), Detektiv Rockford – Anruf genügt (1975), The Ghost Busters (1975), The Amazing Spider-Man (1977), Quincy (1978), Simon & Simon (1981), Hardcastle & McCormick (1983), Remington Steele (1983), Airwolf (1985), Falcon Crest (1988) sowie NAM – Dienst in Vietnam (1990).
Bekannte Filme, in denen er mitwirkte, waren Stoßtrupp Gold (1970), Papillon (1973) sowie Der Texaner (1976).
Seine größte Popularität erreichte Lesser durch seine wiederkehrende Rolle als Onkel Leo in der US-amerikanischen Fernsehserie Seinfeld. 
Danach spielte er noch in einzelnen Folgen von Fernsehserien wie Alle lieben Raymond (1996 bis 2004), Sabrina – Total Verhext! (2001), Emergency Room – Die Notaufnahme (2005) und Cold Case – Kein Opfer ist je vergessen (2007), Ehe ist … (2008). Seine letzte Rolle spielte Len Lesser 2009 in der Fernsehserie Castle.